# Rhyssemodes alutaceus
Rhyssemodes alutaceus är en skalbaggsart som beskrevs av Edmund Reitter 1892. Rhyssemodes alutaceus ingår i släktet Rhyssemodes och familjen Aphodiidae. Inga underarter finns listade i Catalogue of Life.